# Andreas Kestler
Andreas Kestler, auch Andreas Keßler, (* vor 1677; † nach 1682) war ein deutscher Steinmetz, Maurer und Architekt in Zeil am Main.
1679 bis 1683 erbaute er nach eigenen Plänen das Schloss zu Zeilitzheim für den Grafen Philipp Gaston von Wolfsthal, eine vierflügelige zweigeschossige Barockanlage um einen quadratischen Innenhof. Seine Pläne wurden von dem Würzburger Hofarchitekten, dem aus Italien stammenden Antonio Petrini überarbeitet. Zu Kestlers Markenzeichen gehörten die von ihm gestalteten Außenflächen, die optisch wie Steinquader wirken, jedoch aus Stuckwerk gefertigt wurden.
In Bamberg errichtete er 1679 bis 1681 den Alten Ebracher Hof neu.